# Alёša
Alёša (Алёша) è un film del 1980 diretto da Viktor Obuchov.

## Trama
Dopo essersi diplomato all'istituto pedagogico, Alёša Chromov arriva su incarico in una città a lui sconosciuta e trova lavoro in una scuola tecnica, dove lo aspettano vari guai.